# Гласноговорник
Гласноговорник је особа задужена за контакте са јавношћу. Данас се чешће користи термин пи ар (скраћено од Public Relations), а у употреби је још и портпарол. Пошто је уочено, у великим фирмама или политичким партијама, да је битно да се медијима даје јединствена информација, бира се елоквентна особа која често уз помоћ тимова припрема и саопштава битне информације јавности. Задатак гласноговорника је да ствара добру слику о институцији или чак појединцу кога представља.